# Alan Iljitsch Dudajew
Alan Iljitsch Dudajew (russisch Алан Ильич Дудаев; * 18. Mai 1981 in Beslan) ist ein russischer Ringer ossetischer Herkunft. Der Student ist 1,68 Meter groß und seit 1995 aktiv. Seit 2005 wird er von seinem Vater Elbrus trainiert.

## Erfolge
- 2001, 3. Platz, Junioren-WM in Taschkent, Usbekistan, FS, Lg, mit Siegen über Ombir Singh, Indien, Manuel Ortiz Franco, Spanien, Arslanbek Keneshbek Ulu, Kirgisistan und Mehdi Begdeii, Iran und einer Niederlage gegen Dshankogir Abdurahkmanow, Usbekistan
- 2004, 2. Platz, EM in Ankara, FS, Fg, mit Siegen über Thorsten Dominik, Deutschland, Sevak Baghdyan, Armenien, Andrej Fasanek, Slowakei und Themistoklis Iakovidis, Griechenland und einer Schulterniederlage gegen Tevfik Odabaşı, Türkei
- 2005, 7. Platz, EM in Warna, Bulgarien, FS, Fg, mit Sieg über Martin Berberyan, Armenien und zwei Niederlagen gegen Wassyl Fedoryschyn, Ukraine und Lukasz Goral, Polen
- 2005, 1. Platz, WM in Budapest, FS, Fg, mit Siegen über Petru Toarcă, Rumänien, Jae-Myung Song, Südkorea, Martin Berberyan, Armenien, Levani Chabradze, Georgien und Yandro Quintana, Kuba
- 2006, 1. Platz, Militär-WM in Baku, Aserbaidschan, FS, Lg, vor Adam Sobieraj, Polen
- 2007, 1. Platz, Militärweltspiele in Hyderabad, FS, Fg, vor Song Yang-chun, Nordkorea